# Tutancâmon Inglês
O Tutancâmon Inglês é a descoberta de uma câmara funerária localizada por operários durante a construção de uma rodovia em Prittlewell, na Inglaterra. O nome utilizado na descoberta é uma referência ao sarcófago de Tutancâmon, faraó egípcio da XVIII dinastia, encontrado intacto em novembro de 1922, no Vale dos Reis, Egito. Entre os moradores da região em que a câmara foi localizada, a descoberta é chamada de Príncipe de Prittlewell.

## Descoberta
A descoberta da câmara funerária ocorreu em 2003, quando operários faziam obras rodoviárias em Prittlewell, próximo de Southend, na costa leste de Londres. A câmara se encontrava entre um pub e um supermercado, e os detalhes da descoberta foram revelados somente em maio de 2019. As escavações foram realizadas pela equipe do Museu de Arqueologia de Londres (Mola, em inglês).

## Identidade
Não houve até o momento a confirmação da identidade do morto. Dos restos mortais, apenas sobrou o esmalte dos dentes, que foi utilizado para se fazer a identificação, uma vez que o corpo não foi mumificado, uma vez que não era costume na região. Presume-se que seja o túmulo de um príncipe anglo-saxão do século VI, pois os objetos colocados dentro da câmara indicam a origem nobre do morto. Havia um total de 40 peças colocadas dentro da câmara, entre elas havia uma lira, moedas de ouro, copos de vidro decorados e vasos de origem síria, além de uma caixa de madeira considerada o único exemplar de madeira anglo-saxã pintada. O caixão, feito em madeira, pesa 160 quilos e foi feito com espaço para se colocar objetos dentro dele. Pel medida do caixão, o morto deveria ter cerca de 1,68 m de altura. Foi cogitada a possibilidade do túmulo pertencer à Seberto, rei saxão de Essex entre 604 e 616, mas exames realizados, incluindo testes com Carbono 14, indicam que o túmulo foi construído 11 anos antes da morte de Seberto. A possibilidade maior, atualmente aceita, é de que seja o túmulo de Seaxa, irmão de Seberto. De acordo com as peças encontradas no túmulo, há referências ao cristianismo (cruzes de folha dourada colocadas sobre os olhos do morto) e à crenças pré-cristãs (a presença de mamoa, pequenos montes artificiais que recobrem monumentos fúnebres). O período em que a câmara foi feita é marcado pela transição entre as religiões pré-cristãs e a chegada do cristianismo no Reino Unido.